# Andy Whitfield
Andy Whitfield, född 17 oktober 1971 i Amlwch, Gwynedd, död 11 september 2011 i Sydney, New South Wales, var en brittiskfödd (walesiskfödd) australisk fotomodell och skådespelare, känd för rollen som Spartacus i TV-serien Spartacus: Blood and Sand. Whitfield avled i cancer. 